# Elena (ópera)
Elena es un dramma per musica en tres actos y un prólogo con música del compositor italiano Francesco Cavalli y libreto originario de Giovanni Faustini que fue terminado por Nicolò Minato. La ópera se estrenó en el Teatro San Cassiano de Venecia el 26 de diciembre de 1659. 